# Harold Bolingbroke Mudie

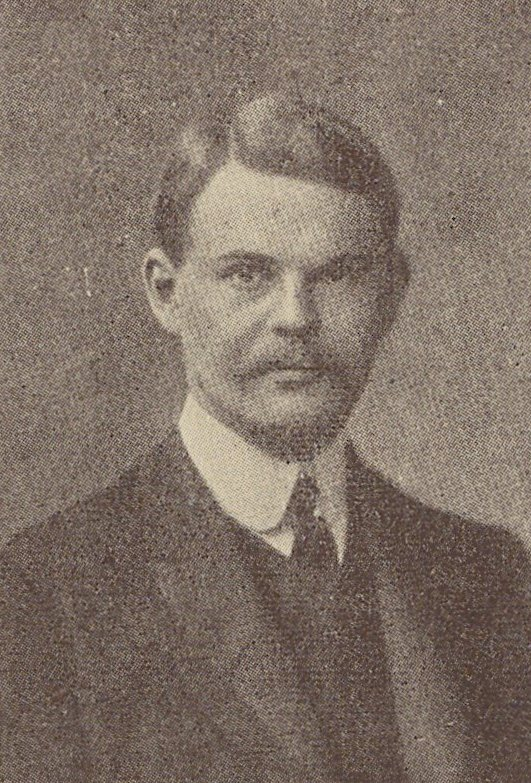
Foto di Harold Bolingbroke Mudie

Harold Bolingbroke Mudie (Londra, 30 gennaio 1880 – Forges-les-Eaux, 6 gennaio 1916) è stato un esperantista britannico.

## Biografia
Divenne esperantista nel 1902 leggendo dell'esperanto nella The Review of Reviews. Nel novembre 1903 fondò il giornale The esperantist grazie alla garanzia finanziaria di William Thomas Stead, comunque il giornale non portò perdite bensì profitto. Quando esso si fuse con The British Esperantist nel gennaio 1906 entrò a far parte del comitato di redazione. Lavorò inoltre a lungo per l'edizione del Nuovo Testamento in esperanto.
Compì molti viaggi di propaganda all'estero e visitò otto congressi universali di esperanto.
Bolingbroke Mudie fu, assieme a George Cunningham e John Pollen, uno dei membri del cosiddetto "Trio por la Tria", cioè il comitato organizzatore del Congresso universale di esperanto del 1907, che si tenne dal 12 al 17 agosto a Cambridge, nel Regno Unito.
Fu prima vicepresidente e poi (dal 1912 al 1916) presidente dell'Esperanto-Asocio de Britio. Nel 1908 divenne il presidente della neofondata Associazione universale esperanto. Eduard Stettler lo soprannominò "presidente nato" per le sue capacità retoriche. Fu membro del Lingva Komitato.
Mudie dopo l'inizio della prima guerra mondiale entrò nell'esercito facendo rapidamente carriera. Nel gennaio 1916 il capitano Mudie morì per un incidente occorsogli in Francia, mentre attraversava il passaggio a livello della ferrovia de "L'Epinay" a Roncherolles-en-Bray, non lontano da Dieppe. Solo nel 1919 l'UEA, nominò un nuovo presidente nella persona del vicepresidente Hector Hodler.

## Galleria d'immagini

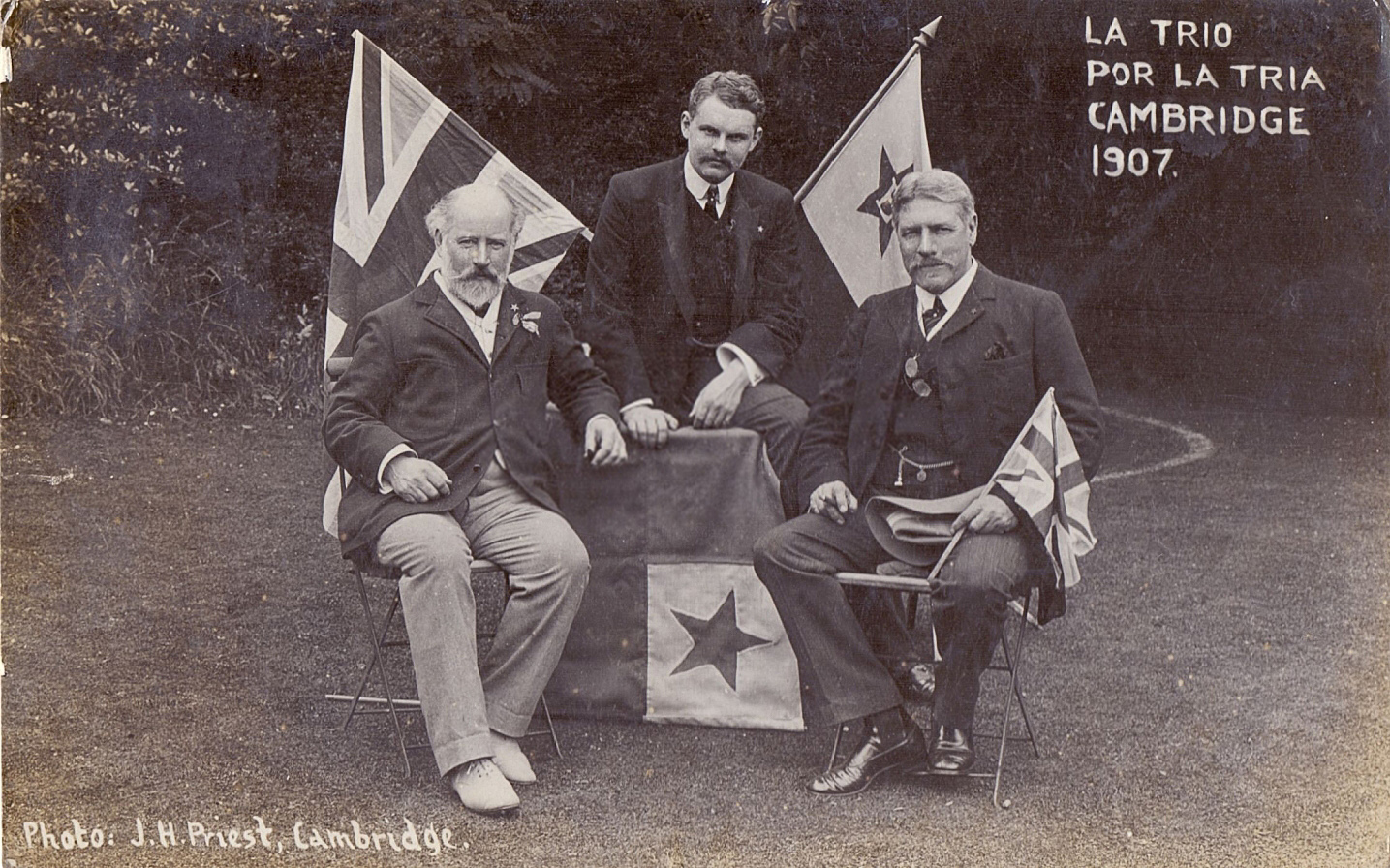
Il "Trio per la Tria", da sinistra: George Cunningham, Harold Bolingbroke Mudie, John Pollen
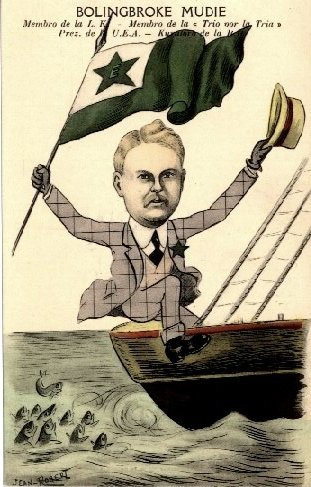
Caricatura di Bolingbroke Mudie in una cartolina di Jean-Robert del 1912
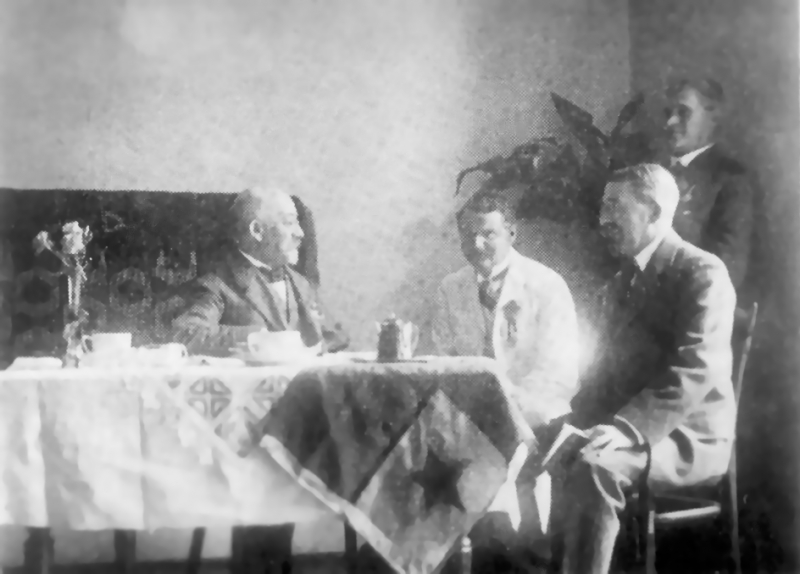
Foto del 1912, da sinistra: L. L. Zamenhof, Harold Bolingbroke Mudie, Maurice Rollet de L'Isle e Joseph Silbernik.